# Fhtagn nagh Yog-Sothoth
Fhtagn nagh Yog-Sothoth ist das erste Demo der finnischen Funeral-Doom-Band Thergothon.

## Geschichte
Nachdem Sänger und Keyboarder Niko Sirkiä, Gitarrist Mikko Ruotsalaninen und Schlagzeuger Jori Sjöroos Thergothon 1990 als Death-Metal-Band in Turku gegründet hatten, wurden die Mitglieder der Band der Uridee schnell überdrüssig. Mit dem Wunsch sich einer neuen Richtung zuzuwenden zog die Gruppe Sami Kaveri als zweiten Gitarrist hinzu. Sjöroos organisierte der Band einen Proberaum im lokalen Jugendzentrum.
Laut J. J. Anselmi strebte die Band kurz nach ihren Anfängen danach ihren Stil zu ändern, um sich möglichst vom Death Metal zu distanzieren. Selbst Death-Doom-Pioniere wie Paradise Lost und Cathedral gingen der Gruppe dabei noch nicht weit genug.
Die Aufnahmen sowie die Abmischung fanden vom 14. bis zum 18. November 1991 statt. Als Ort der Aufnahme wird von der Band Tuotanto-Tekniikka Studio benannt. Dabei ist der Studiotitel unbestimmt und nicht der eines lokalen Aufnahmestudios. Unmittelbar nach der Aufnahme produzierte die Band 400 Kassetten des Demos, später veröffentlichte die Band 200 weitere Exemplare.

## Albuminformationen
Das 1991 erstmals veröffentlichte erste Demo Fhtagn nagh Yog-Sothoth enthält vier separate Stücke, die eine Gesamtspielzeit von 25:09 Minuten haben. Wild Rags Records reagierte auf das Demo und gab es 1992 als MC erneut heraus. Weitere Veröffentlichungen erschienen im Juli 1999 und im April 2005 als CD über Eibon Records mit neuer grafischer Aufbereitung, als Vinylversion über Painiac Records 2006 und über The Crypt im September 2013 und Oktober 2019. Die Variante als LP enthielt eine weitere veränderte grafische Aufbereitung und das 4:46-Minuten-lange Bonusstück Dancing in the Realm of Shades, das bis dahin unveröffentlicht geblieben war und eine Probe der Band entstammte.

### Titelliste
1. Elemental: 07:51
2. Evoken: 07:21
3. Yet the Watchers Guard: 07:58
4. The Twilight Fade: 01:59

### Konzept
Die Texte rekurrieren auf H.P. Lovecraft. Die lyrische Orientierung am Cthulhu-Mythos wurde durch Thergothons Vorbild zu einem festen Teil des Themenfundus im Funeral Doom. Text und Musik sollten einander zur angestrebten abgründigen Atmosphäre symbiotisch verstärken. Sirkiä verwies hinzukommend auf Trancezustände und Träume, die seine Texte beeinflusst hätten. Auch den Einfluss Lovecrafts erläutert er mit der von ihm als eindringlich beschriebenen Atmosphäre.
Sirkiä führte diverse Erzählungen als Einfluss auf die Texte an. Dabei griff Sirkiä im Stück Elemental auf den populären Necronomicon-Vers „That is not dead which can eternal lie, and with strange æons even death may die.“ des fiktiven wahnsinnigen Lyrikers aus Sanaa, Abdul Alhazred, zurück. Gemäß Hill kündete Thergothons Musik von drohendem Unheil einer verfallenden Welt.

### Stil
Alle vier enthaltenen Titel entsprechen einer Stilrichtung, die später als Wegbereiter und Teilaspekt des Funeral Doom populär werden sollte. Heruntergestimmte Gitarren, die langsame Riffs spielen, eine in den Hintergrund gemischte Schlagzeugspur und ein im Vordergrund stehender besonders tiefer Gesang. Das Ergebnis sei ein langsamer und wehklagender Doom Metal mit einzigartig tiefen Growling. Gary Hill beschreibt diese Musik in seinem Sachbuch The Strange Sound of Cthulhu als „ein aus dem Rahmen fallendes Requiem.“

„Moving with a sedate drone, the instruments coldly echo, sounding like they were recorded in a forgotten cavern beneath Mount Halti.“

„Mit einem betäubten Dröhnen hallen die Instrumente kalt wider, als wären sie in einer vergessenen Höhle unter dem Berg Haltitunturi aufgenommen worden.“

## Wahrnehmung
Fhtagn nagh Yog-Sothoth wird häufig als „erstes echtes Funeral Doom-Demo gehandelt“ oder zumindest zu den frühen oder vorreitenden Veröffentlichungen des Genres zwischen 1990 und 1991, wie Into Darkness oder Odes gerechnet.